# سوپراستار آشپزخانه
سوپراستار آشپزخانه یک برنامه آشپزی مسابقه واقعیت تلویزیونی فیلیپین در سال ۲۰۱۱ است که توسط شبکه GMA پخش شد. این فیلم به میزبانی ماروین آگوستین در ۴ آوریل ۲۰۱۱ به نمایش درآمد و جایگزین جشنواره فیلم کاپوسو شد. این نمایش در ۱ ژوئیه ۲۰۱۱ با مجموع ۶۳ قسمت به پایان رسید.
این برنامه به دنبال کشف بهترین آشپز غیرحرفه ای در فیلیپین بود. شرکت کنندگان از آزمون های آزمایشی در منطقه پایتخت ملی، پانگاسینان، پامپانگا، شهر داوائو، ناگا، سبو و ایلویلو انتخاب شدند. جوایز برنده؛ PH₱ 1,000,000، فرصتی برای درخشش به عنوان یک A-lister آشپزی و بازی در نمایش آشپزی خودش شده است
۱۵ تا برتر
- Teresa "Ting" Lledo – Pangasinan - برنده
- آرابلا "آرا" پادیلا – NCR
- ترزا "تینگ" لیدو – پانگاسینان
- تی جی تملو – ایلویلو
- Judiel "Jude" Trogani – Iloilo - حذف شده، 21 ژوئن 2011
- Janice Andaya – Pangasinan – حذف شده، 27 ژوئن 2011
- ماریا ریزا سانتوس – پامپانگا – حذف شده، 13 ژوئن 2011
- Aileen Asilom – Davao – Quit، 3 ژوئن 2011
- ماریا مارلن کارلوس - NCR - حذف شده، 31 می 2011
- Michael John "MJ" Nicasio – Cebu - حذف شده، 31 می 2011
- Red Zamora – Iloilo - حذف شده، 18 مه 2011
- Fe Dorina "Dorie" De Paz – NCR - حذف شده، 13 مه 2011
- Sonny Azarcon – Naga - حذف شده، 6 می 2011
- Dolph Gonzales – Pangasinan – حذف شده، 29 آوریل 2011
- Joer Rosal – Naga - حذف شده، 19 آوریل 2011

طبق رتبه‌بندی تلویزیون خانگی مگا مانیل از AGB Nielsen فیلیپین، قسمت آزمایشی سریال Superstar آشپزخانه ۱۳.۶ درصد امتیاز کسب کرد. در حالی که قسمت آخر امتیاز ۴.۳٪ را در رتبه بندی تلویزیونی مردمی/انفرادی مگا مانیل به دست آورد.
1. ↑  The search for kitchen superstar begins
2. ↑  Marvin Agustin wants to help amateur cooks through "Kitchen Superstar
3. ↑  Santiago, Erwin (April 5, 2011). "AGB Nielsen Mega Manila People & Household Ratings (April 1–4): Kapuso shows still dominate daytime; Mara Clara keeps lead in primetime". Retrieved March 8, 2018.
4. ↑  Santiago, Erwin (July 5, 2011). "AGB Nielsen Mega Manila People & Household Ratings (July 1–4): Eat Bulaga! unbeatable in daytime; Munting Heredera and Amaya battle for primetime". Retrieved March 8, 2018.

 سوپراستار آشپزخانه در بانک اطلاعات اینترنتی فیلم‌ها (IMDb)